# Ian McLauchlan
Pas d'image ? Cliquez ici

a Compétitions nationales et continentales officielles uniquement.

b Matchs officiels uniquement.
John McLauchlan plus connu sous le nom de Ian McLauchlan, né le 14 avril 1942 à Tarbolton (Écosse) et mort le 20 juin 2025, est un joueur de rugby à XV sélectionné en équipe d'Écosse de 1969 à 1979 au poste de pilier.

## Biographie

### Carrière de joueur
Ian McLauchlan honore sa première cape internationale le 15 mars 1969 contre l'Angleterre.
Il fait partie du plus fort cinq de devant qu'ait jamais eu l'Écosse : Ian McLauchlan, Frank Laidlaw, Sandy Carmichael, Alastair McHarg et Gordon Brown. Et ce cinq était la pierre angulaire de l'équipe qui transforma Murrayfield en une forteresse imprenable.
Entre 1971 et 1976, l'Écosse ne perd qu'une seule fois à domicile et cette seule défaite sur le score de 14 à 9 est face aux All Blacks en 1972.
Ses qualités lui permettent de participer à deux tournées des Lions : 1971 en Nouvelle-Zélande, 1974 en Afrique du Sud. Il y récolte huit capes.
Il est capitaine à dix-neuf reprises de l'équipe nationale d'Écosse.
C'est un des vingt meilleurs joueurs écossais de l'histoire.

### Post-carrière
En 2010, il devient le 122e président de la Fédération écossaise de rugby à XV.
Depuis avril 2014, il est le représentant de la Fédération écossaise de rugby à XV au sein du comité directeur de l'European Professional Club Rugby.
Ian McLauchlan meurt le 20 juin 2025 à l’âge de 83 ans.

## Statistiques en équipe nationale
Ian McLauchlan obtient 43 sélections avec l'équipe d'Écosse. Il fait ses débuts le 15 mars 1969 au Stade de Twickenham face à l'Angleterre et termine sa carrière le 10 novembre 1979 à Murrayfield contre la Nouvelle-Zélande. Il remporte quinze victoires, concède 26 défaites et deux nuls. Il est désigné à 19 reprises capitaine.
Il participe notamment à onze éditions du Tournoi des Cinq Nations, en 1969, 1970, 1971, 1972, 1973, 1974, 1975, 1976, 1977, 1978, 1979. Il dispute 35 rencontres dans cette compétition, remportant onze victoires, concédant 22 défaites et deux nuls.
Il participe à deux tournées des Lions britanniques et irlandais, en 1971 en Nouvelle-Zélande où il dispute les quatre tests et inscrit un essai, et en 1974 en Afrique du Sud, où il est également présent lors des quatre tests. Il dispute ainsi huit tests sur un total de trente rencontres, 17 en 1971 et 13 en 1974,.